# 福德 (清朝)
福德，生卒年不詳，蒙古鑲白旗人，蒙古繙譯舉人出身。清朝乾隆年間官员，歷任戶部郎中、山西河東道、內閣學士等職。

## 經歷
乾隆二十五年（1760）六月引見，補授山西河東道。
乾隆二十七年（1762），授為鑲藍旗滿洲副都統。
乾隆二十八年（1763）帶署理理藩院侍郎銜，前往庫倫辦事。桑寨多爾濟向乾隆帝揭露福德在庫倫辦事期間，「一味倨傲，藐視喀爾喀汗王」，乾隆帝向烏爾圖那遜求證，聯想到福德先前陳奏蒙古王公情形，所言「狂悖不堪」，將其革職。並叮囑往後蒙古王公「不宜向大臣前屈膝，即見京中王公亦不當跪拜」，以別體制身分。
乾隆三十五年（1770），為內閣學士，兼禮部侍郎。
乾隆三十六年（1771）三月，補放盛京兵部侍郎；旋仍將其留京，以內閣學士在軍機司員上行走。八月，授為理藩院侍郎，不必在軍機處行走。九月，因福德通曉蒙古語言，熟諳蒙古事務，派往科布多辦事。
乾隆三十八年（1773），派赴伊犁為領隊大臣，管理厄魯特部落。然有鑑於福德「賦性傲慢，又頗好事」，乾隆帝特別叮囑伊勒圖留心約束。
乾隆四十年（1775），以福德在伊犁年久，以散秩大臣慶麟往換之。
乾隆四十一年（1776）授福德為額外內閣學士，仍在軍機司員上行走。